# Praesorites
Praesorites es un género de foraminífero bentónico de la subfamilia Soritinae, de la familia Soritidae, de la superfamilia Soritoidea, del suborden Miliolina y del orden Miliolida. Su especie tipo es Praesorites moureti. Su rango cronoestratigráfico abarca desde el Cenomaniense (Cretácico superior) hasta la Actualidad.

## Discusión
Clasificaciones más modernas consideran Praesorites un sinónimo posterior de Broeckina.

## Clasificación
Praesorites incluye a las siguientes especies:
- Praesorites orbitolitoides
- Praesorites moureti